# اورسول
اورسول (به فرانسوی: Aurseulles) یک کمون در فرانسه است که در کالوادوس واقع شده‌است. اورسول ۴۶٫۰۰ کیلومتر مربع مساحت دارد.